# Le Père Duchesne

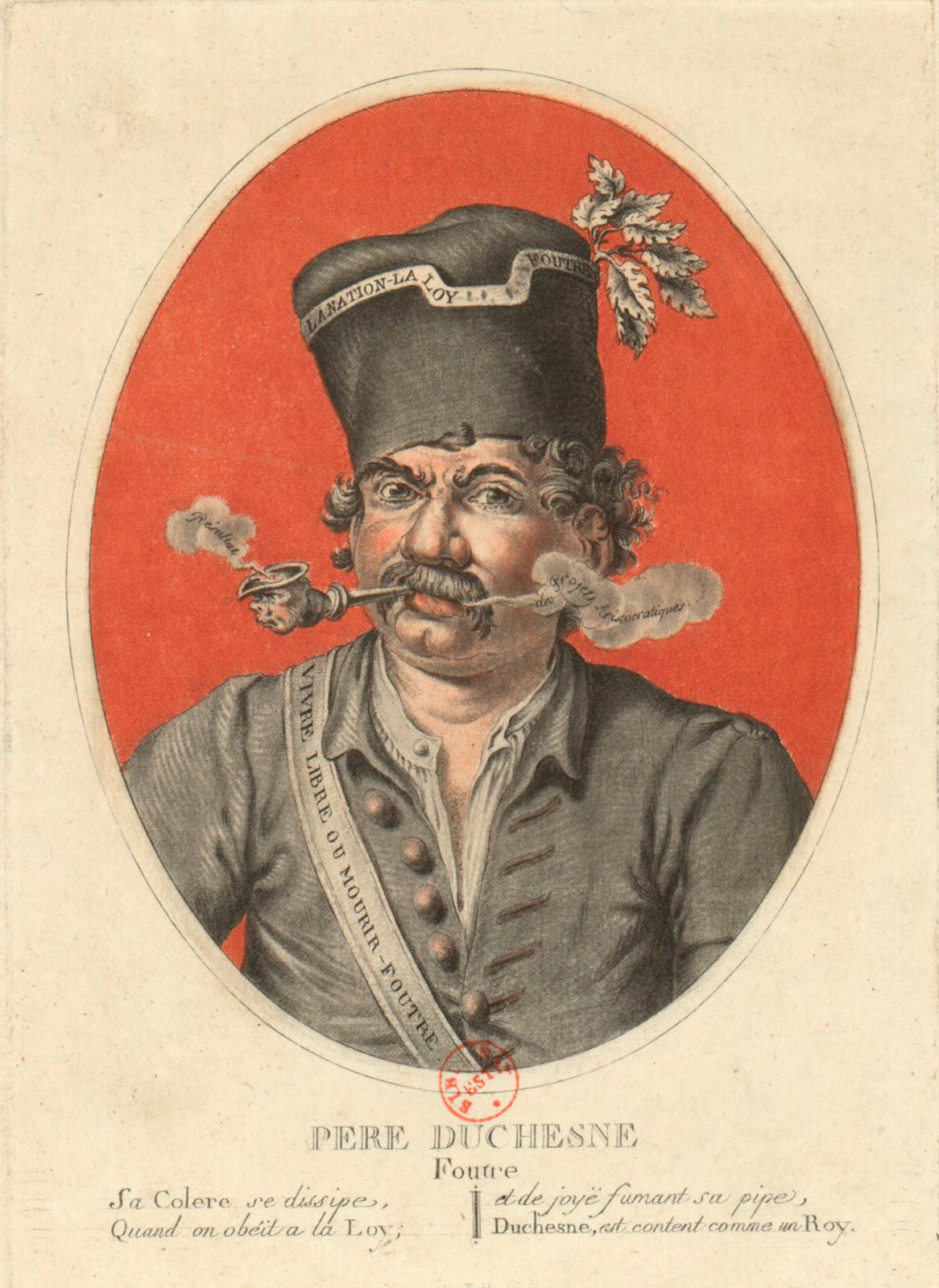
Père Duchesne

Le Père Duchesne (O Velho Duchesne ou Pai Duchesne) foi um jornal extremamente radical criado durante a Revolução Francesa, editado por Jacques Hébert, que publicou 385 números do jornal, de Setembro de 1790 até onze dias de sua morte na guilhotina, que ocorreu em 24 de março de 1794. O título foi ainda usado centenas de vezes depois, principalmente durante os períodos revolucionários, porém as publicações não tinham conexão com a original. Foi usado, por exemplo, durante a Revolução de Julho de 1830, a Revolução de 1848 e durante a Comuna de Paris (1871). 

## História

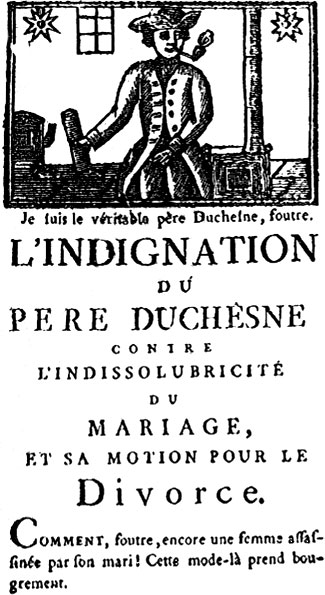
Capa do exemplar no. 25 do Le Père Duchesne--Contra a "Indissolubilidade" [sic] do Casamento e sua Moção para o Divórcio, de Hébert

Ser denunciado como inimigo da Primeira República Francesa pelo "Le Père Duchesne" comumente levava à guilhotina. O jornal nunca hesitou em pedir, em suas próprias palavras, que a "carroça com trinta e seis portas" levasse este ou aquele "sapo do Pântano",  "para vomitar no saco", "para reservar hora na abertura", "para experimentar a gravata do Capeto".
Nascido nas feiras do século XVIII, o Père Duchesne era a representação do homem do povo, sempre movido pela denúncia de abusos e injustiças. Esse personagem imaginário é encontrado num texto intitulado "Le plat de Carnaval" ("O prato do Carnaval"), assim como num trabalho menor anônimo, de Fevereiro de 1789, chamado "Viagem do Père Duchesne até Versailles" ou ainda em ""A Cólera do Père Duchesne diante dos Abusos", do mesmo ano.
Em 1789, ano da Queda da Bastilha, marco inicial da Revolução Francesa, vários panfletos foram publicados sob este nome. Em 1790, um empregado dos Correios de nome Antoine Lemaire e o "Abade" Jean-Charles Jumel lancaram jornais recorrendo ao pseudônimo de "Père Duchesne", mas o de Hébert, que os jornaleiros vendiam pelas ruas gritando: « O Père Duchesne está furiosamente encolerizado hoje ! », distinguiu-se pela violência que caracterizava seu estilo.
De 1790 a 1791, o "Père Duchesne" foi constitucional e fez o elogio ao Rei Luís XVI, criticando Maria Antonieta e Jean-Paul Marat e reservando seus raios para o Abade Maury, grande defensor da autoridade papal contra a Constituição Civil do Clero. Em 1792, o governo fez imprimir certos números às expensas da República, já então declarada, para distribuição dentro do exército, para fazer com que os soldados saíssem do torpor considerado perigoso para a salvação da coisa pública.

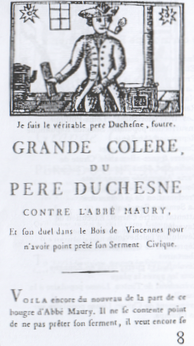
Edição atacando a Constituição Civil do Clero.

Em sua origem, a publicação, realizada junto ao tipógrafo Tremblay, era feita em oito páginas não numeradas, aparecendo quatro vezes a cada período de dez dias e custando cinquenta "sous" (centavos) por mês. A primeira página de cada número era encabeçada por uma vinheta representando o Pai Duchesne com um cachimbo numa mão e um maço de fumo na outra com a seguinte epígrafe: « Eu sou o verdadeiro Pai Duchesne, merda ! » e duas cruzes de Malta de cada lado. A numeração do jornal começou no primeiro número de Janeiro de 1791. A partir do número 13, passa a copiar a vinheta de um outro "Père Duchesne" que era publicado na Rua du Vieux-Colombier, que representa um homem com bigodes, sabre ao lado e com um machado levantado sobre um padre que suplica com as duas mãos e para quem endereça a seguinte ameaça em latim: « memento mori » (Lembra-te que és mortal). No rodapé de cada folha ficavam dois fornos, sendo que um, derrubado. Este último emblema representava a profissão do Pai Duchesne, que se dizia um velho vendedor de fornos.
Destinados a serem gritados pelas ruas, as manchetes que precediam os números do "Père Duchesne"  eram concebidos de forma a despertar a curiosidade pública. 
A partir do nº 138, Hébert separa-se de seu editor Tremblay, que ainda publicará sozinho alguns exemplares. Uma vez Hébert guilhotinado, seus inimigos aliviados comemoram através de paródias como "A grande cólera do Pai Duchesne vendo cair sua cabeça pela janela nacional". Outros, como Saint-Venant, se esforçarão em escrever novas paródias com o mesmo estilo virulento que caracterizava o antigo jornal. 
O título ainda foi usado numerosas vezes durante o século XIX, notadamente durante os grandes movimentos populares que agitaram a França.